# Heterocyt

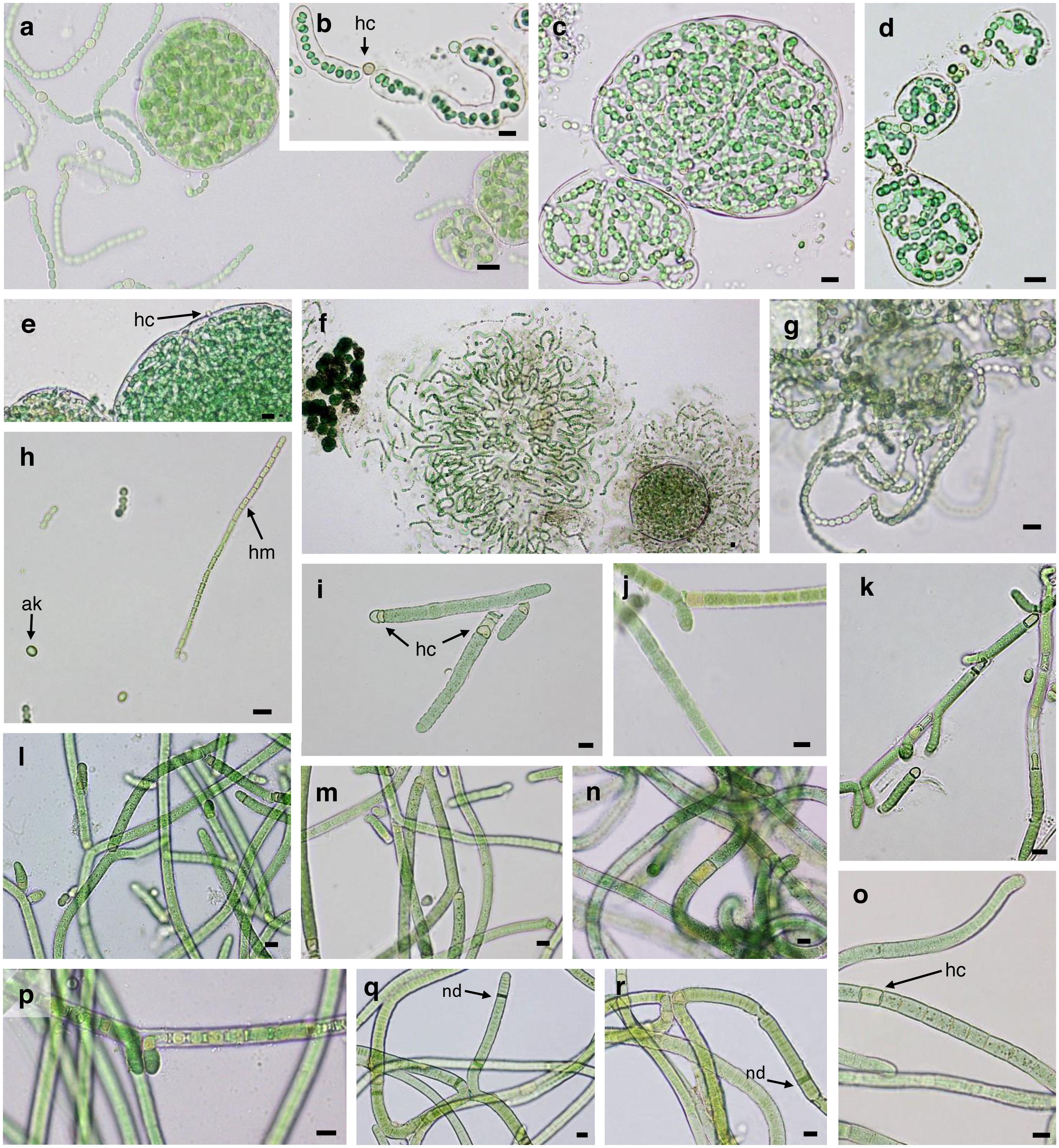
heterocyty u různých druhů sinic

Heterocyty (heterocysty) jsou specializované buňky sinic vytvářené vegetativními buňkami v případě nutnosti syntézy vlastního enzymatického aparátu, zejména nitrogenázy striktně vyžadující anaerobní prostředí (samotná příčina procesu), z důvodu fixace molekulárního dusíku z atmosféry.

## Vznik
Vznik heterocysty z normální asimilující buňky je velmi složitý proces sestávající z několika na sebe navazujících pochodů. Budoucí heterocysta se obalí tlustou trojvrstevnou buněčnou stěnou a dochází k odbourání fotosystému II (molekulární komplex zodpovědný předně za štěpení vody a uvolňování O2) vlastního sinicového fotosyntetického aparátu, přičemž se plně spustí dýchací řetězec spotřebovávající zbylý kyslík. Déle nedochází k fixaci uhlíku, ten musí být dodáván ve formě disacharidů z veget. buněk. Pentózový cyklus (vzájemné přeměny hexos) zajišťuje přísun redukčních ekvivalentů do heterocysty. Z veget. buněk. je importován glutamát tvořící společně s amoniakem (viz biologická fixace dusíku) glutamin, který je exportován zpět do veget. buňky, kde spolu s α–ketoglutarátem tvoří 2 molekuly glutamátu. Vlákna sinic s heterocyty se nazývají Nostocales. Životnost heterocystů není dlouhá a relativně rychle se rozpadají.

## Prostorové oddělení
Tato schopnost byla zjištěna u vláknitých sinic, které tvoří rozsáhlé polštáře, pod nimiž se utváří anaerobní prostředí (např. Coleofasciculus (Microcoleus) chthonoplastes). Jedná se o časové oddělení fixace N2 (v noci) a oxygenní fotosyntézy (ve dne): nejprve se degradují fykobiliproteiny, dále se zastaví fotosystém II – produkce O2 a dochází k oné klíčové syntéze nitrogenázy a fixaci N2 ukládané ve formě cyanofycinu. Následně dochází k opačnému procesu přes resyntézu fykobiliproteinů až k opětovné fotosyntéze.

## KlasifikaceNostocales(typ – př. rodů a druhů sinic)
- interkalární
  - Anabaena – druhově bohatý rod, planktonní, tvoří vodní květ, některé jsou toxické.
    - A. sphaerica
    - A. planktonica
    - A. affinis

  - Aphanizomenon – na koncích mají rovnoměrně zúžená vlákna
    - A. gracile
    - A. flos–aque – tvorba vodního květu zvaného „jehličí na hladině“

  - Nostoc – stočená nevětvená vlákna uložená ve slizu, tvoří akineta ze všech vegetativních buněk, sladkovodní a půdní rod, symbionti
    - N. punctiforme – symbióza s rostlinným rodem Gunnera – pozn.: Gunnera je jediným rodem ze všech krytosemenných rostlin, který vstupuje do symbiotického svazku se sinicí – jedná se o silný svazek, jelikož sinice je později výživou zcela závislá na svém hostiteli

  - Nodularia – akineta v řadě za sebou, planktonní, žijí ve sladkých i slaných vodách, vodní květ, toxické
    - N. spumigena
    - N. harveyana
- terminální
  - Cylindrospermopsis – heterocyty jsou kuželovitého tvaru, asymetrické dělení koncových buněk, vodní květ, eutrofní vody (bohaté na živiny), toxické
  - Cylindrospermum – tenká slizová pochva, heterocyty kulovité až oválné, litorál vod, půda
- bazální
  - Calothrix – vlákna jednotlivá nebo tvoří chomáče, mají slizové pochvy, výskyt v ponořených substrátech a v půdě
    - C. parietina

  - Dichothrix – svazky vláken ve slizu, často žlutohnědé barvy
  - Gloeotrichia – tvoří kulovité kolonie, makroskopické, planktonní, v substrátech
  - Rivularia – tuhé kulovité kolonie, makroskopické, v ponořených substrátech, kalcifikace (tvorba krust a travertinu)
- nepravé větvení
  - Tolypothrix – boční vlákna vyrůstají po jednom, s podélně vrstevnatou pochvou či bez pochvy, epifyt, obalují ponořené kameny a rostliny
  - Hassallia – poměrně běžný rod na bazických skalách
  - Scytonema – slizová pochva, boční větévky zejména po dvou, tvorba travertinu
    - S. crispata

  - Petalonema – šikmo vrstevnatá pochva